# The Documentary
The Documentary – debiutancki album amerykańskiego rapera The Game’a.
Album uplasował się na 1. miejscu notowania Billboard 200. W pierwszym tygodniu album sprzedał się w ilości 586.000 egzemplarzy. Osiągnął certyfikat dwukrotnej platyny, i sprzedał się w nakładzie 5 milionów na całym świecie. Single promujące album to „Westside Story”, „How We Do”, „Dreams”, „Hate It or Love It” i „Put You on the Game”.

## Lista utworów
| Nr  | Tytuł utworu                                  | Tekst                                                                        | Producent              | Długość |
| --- | --------------------------------------------- | ---------------------------------------------------------------------------- | ---------------------- | ------- |
| 1.  | „Intro”                                       |                                                                              | Dr. Dre · Che Vicious  | 0:32    |
| 2.  | „Westside Story” (gość. 50 Cent)              | Jayceon Taylor · Curtis Jackson · Andre Young · Scott Storch · Mike Elizondo | Dr. Dre · Scott Storch | 3:43    |
| 3.  | „Dreams”                                      | Taylor · Kanye West                                                          | West                   | 4:46    |
| 4.  | „Hate It or Love It” (gość. 50 Cent)          | Taylor · Jackson · Andre Lyon · Marcello Valenzano                           | Cool & Dre · Dr. Dre   | 3:26    |
| 5.  | „Higher”                                      | Taylor · Jackson · Young · Mark Batson · Christopher Pope                    | Dr. Dre · Batson       | 4:05    |
| 6.  | „How We Do” (gość. 50 Cent)                   | Taylor · Jackson · Young · Elizondo                                          | Dr Dre · Elizondo      | 3:55    |
| 7.  | „Don't Need Your Love” (gość. Faith Evans)    | Taylor · Faith Evans · Kejuan Muchita                                        | Havoc · Dr. Dre        | 4:26    |
| 8.  | „Church for Thugs”                            | Taylor · Jackson · Justin Smith                                              | Just Blaze             | 4:00    |
| 9.  | „Put You on the Game”                         | Taylor · Timothy Mosley · Nathaniel Hills                                    | Timbaland · Danja      | 4:14    |
| 10. | „Start from Scratch” (gość. Marsha Ambrosius) | Taylor · Marsha Ambrosius · Young · Storch                                   | Dr. Dre · Storch       | 4:07    |
| 11. | „The Documentary”                             | Taylor · Jeff Bhasker · Jeff Reed                                            | Bhasker · Reed         | 4:11    |
| 12. | „Runnin'” (gość. Tony Yayo oraz Dion)         | Taylor · Marvin Bernard · Dion Jenkins · Tony Cottrell                       | Hi-Tek                 | 4:26    |
| 13. | „No More Fun and Games”                       | Taylor · Smith                                                               | Just Blaze             | 2:37    |
| 14. | „We Ain't” (gość. Eminem)                     | Taylor · Marshall Mathers · Steve King                                       | Eminem · Luis Resto    | 4:46    |
| 15. | „Where I'm From” (gość. Nate Dogg)            | Taylor · Nathaniel Hale · Bernard Edwards                                    | Focus...               | 3:08    |
| 16. | „Special” (gość. Nate Dogg)                   | Taylor · Jackson · Hale · Khari Cain                                         | Needlz                 | 3:57    |
| 17. | „Don't Worry” (gość. Mary J. Blige)           | Taylor · Mary J. Blige · Young · Elizondo · Michael Flowers                  | Dr. Dre · Elizondo     | 4:11    |
| 18. | „Like Father, Like Son” (gość. Busta Rhymes)  | Taylor · Trevor Smith · Anthony Best                                         | Buckwild               | 5:27    |
|     |                                               |                                                                              |                        | 1:09:57 |